# نشر آگه
نشر آگه یکی از مؤسسات انتشاراتی فعال در ایران است که از سال ۱۳۸۱ در تهران کار خود را آغاز کرده و آثار مهم و مرجعی را که در بسیاری از موارد به کتب پرفروش دانشگاهی تبدیل شده‌اند عرضه کرده‌است.
مدیریت نشر آگه بر عهدهٔ لیلا حسینخانی است و این مؤسسه با مجموعهٔ انتشاراتی آگاه نیز همکاری می‌کند.

## زمینهٔ فعالیت
فعالیت نشر آگه عمدتاً در حوزه‌های ادبیات و نقد ادبی، شعر، فلسفه، تاریخ، علوم اجتماعی، هنر، زبان‌شناسی، نشانه‌شناسی و … است و آثار گسترده و متنوعی در زمینهٔ موضوعاتی چون مدرنیته و نیز نظریه‌های جامعه‌شناسی به چاپ رسانده و به معرفی آثار و آرای اندیشمندانی چون نیچه، هگل، مارکس، لئو اشتراوس، گی دوبور، تزوتان تودوروف، تری ایگلتون، پیر گیرو پرداخته‌است.

## نویسندگان و مترجمان همکار
در این سال‌ها نویسندگان و مترجمان مطرحی با نشر آگه همکاری داشته‌اند، ازجمله داریوش آشوری، علی‌محمد حق‌شناس، محمدرضا باطنی، محمدرضا شفیعی کدکنی، عبدالله کوثری، مصطفی اسلامیه، مرتضی کلانتریان، نجف دریابندری، باقر پرهام، مهرداد بهار، محمدعلی سپانلو، فروغ پوریاوری، عبدالوهاب احمدی، پرویز دوایی، مهران مهاجر، محمد نبوی، کاظم فیروزمند، شاپور اعتماد، حسین پاینده، بهمن فرزانه، غلامحسین صدری افشار، عنایت سمیعی، لیلی گلستان، مرتضی کاخی، رامین کریمیان، فرهنگ ارشاد، حسن مرتضوی، محمود متحد، فیروزه مهاجر، اکبر معصوم‌بیگی، سلامت رنجبر، مجید مددی، روح‌انگیز شریفیان، پرویز جاهد، پرویز اجلالی، عباس مخبر، پیمان فیوضات و…

## کتاب‌های مشهور
مجموعهٔ آثار فردریش نیچه با ترجمهٔ داریوش آشوری (چنین گفت زرتشت، غروب بت‌ها، تبارشناسی اخلاق) و مجموعه‌ای از آثار شفیعی کدکنی (موسیقی شعر، تازیانه‌های سلوک، در اقلیم روشنایی، شاعری در هجوم منتقدان، صور خیال در شعر فارسی، و تصحیح اسرارالتوحید) از مشهورترین و پرفروش‌ترین کتاب‌های این نشر به‌شمار می‌روند.
رمان‌ها و داستان‌های آمریکای لاتین، مانند آثار ماریو بارگاس یوسا، گابریل گارسیا مارکز، کارلوس فوئنتس، آریل دورفمن، خوسه دونوسو، مارسلو فیگراس و … اغلب با ترجمهٔ عبدالله کوثری در این نشر به چاپ رسیده‌اند.
در زمینهٔ هنر، ویراست جدید هنر در گذر زمان گاردنر، و نیز تاریخ هنر مدرن و هنر دوران مدرن از کتاب‌های مهم این نشر به‌شمار می‌آیند.
هم‌چنین، مجموعهٔ درآمدی بر فهم جامعهٔ مدرن و کتاب‌های مدرنیتهٔ سیاسی، تاریخ فکری لیبرالیسم، اومانیسم و رنسانس، دین‌پیرایی، لائیسیته، روح روشنگری، و … مجموعهٔ گسترده‌ای از منابع در حوزهٔ مطالعات مدرنیته را فراهم آورده‌اند.